# William Njovu
William Njovu est un footballeur zambien né le 4 mars 1987 à Lusaka. C'est un joueur qui est polyvalent (il peut évoluer à plusieurs postes).
Il a participé à la Coupe d'Afrique des nations 2008 puis à la Coupe d'Afrique des nations 2010 avec l'équipe de Zambie.
Sa première sélection en équipe nationale a eu lieu en 2007.

## Carrière
- 2006- : Lusaka Dynamos ( Zambie)